# Tschop (Indianer)

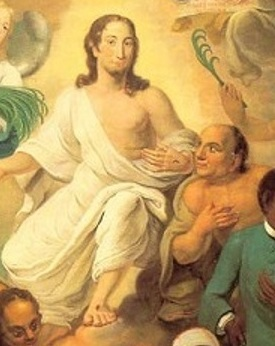
Tschop als Bruder Johannes neben Jesus auf dem so genannten Erstlingsbild von Johann Valentin Haidt 1747

Tschop, Tschoop oder Coop († 1746 in Schekomeko, Pennsylvania) war ein Häuptling der Mohikaner, der 1742 den Taufnamen „Bruder Johannes“ erhalten hatte und später als „Chingachgook“ zu einer der Hauptfiguren in James Fenimore Coopers „Lederstrumpferzählungen“ avancierte.
Bei Coopers „Chingachgook“ handelt es sich um eine authentische Person, die Cooper unter verschiedenen Namen durch die Herrnhuter Brüder, vor allem aus den Beschreibungen der Herrnhuter Missionare Georg Heinrich Loskiel (1740–1814) und John Heckewelder (1743–1823) kennengelernt und für seine Romane adaptiert hatte. Ursprünglich hieß der Indianer „Tschop“ (oder „Coop“). Er kam aus der Familie der Mohikaner, die um 1740 bereits dezimiert im Bündnis und unter dem Schutz der Delawaren lebte. Aus dem Indianer Tschop wurde nach der Bekehrung und Taufe durch die Missionare „Bruder Johannes“ (oder „John“), im Roman auch „Mohican John“, „Indian John“ oder „old brother John“ genannt. Cooper gab ihm den Namen „Chingachgook“ („Die Große Schlange“) und erklärt im Roman Die Ansiedler auch, warum.
Auf Seite 121 der Ansiedler wird schließlich explizit hingewiesen auf seine Bekehrung durch die Mährischen Brüder bzw. die Moravians, wie sich die Herrnhuter in Amerika nennen. Die Geschichte der Bekehrung Tschops in der Beschreibung eines Missionars, vielleicht Christian Heinrich Rauchs (1718–1763), der ihn getauft hatte, oder David Zeisbergers (1721–1808), des wohl bekanntesten Indianermissionars, findet sich zitiert in der Monographie Die Brüder (Herrnhut 1914). Darin wird in einer Anmerkung auch mitgeteilt, dass Tschop der „letzte Mohikaner“ gewesen sei.
Die Missionstätigkeit der Herrnhuter hatte am 21. August 1732 begonnen. Bereits 1735 begann die Indianermission, und am 16. April 1742 fand die Taufe Tschops durch Heinrich Rauch statt. Der Graf von Zinzendorf (1700–1760) hielt sich von 1741 bis 1743 in Amerika auf und begegnete dem Indianer vermutlich im Sommer 1742 in Bethlehem. Ende August besuchte Zinzendorf die kleine Indianergemeinde in Schekomeko und setzte einige getaufte Indianer in Gemeindeämter ein, darunter „den Bruder Johannes zum Lehrer und Dolmetscher“. Die Authentizität Tschops ist somit auch prominent verbürgt. 1744 kam August Gottlieb Spangenberg (1704–1792) nach Bethlehem, wo er Bischof bis 1750 war, und 1745 traf auch David Zeisberger in Amerika ein. Mithin war Tschop allen, von denen Berichte über ihn vorliegen, auch persönlich bekannt.
In einem „Entwurf zur Historie der Nordamerikanischen Indianer-Bekehrung“ (s. „Quellen“) wird der Bruder Johannes beschrieben wie folgt:
„Ein respektabler Chief seines Volkes, ohne dessen Rat und Consens sie in politicis nichts taten“, heißt es darin „Und weil dieser Indianer ... ein sehr bekannter Säufer war (wie er sich denn einmal in der Trunkenheit ins Feuer gewälzt und sich so verbrannt hatte, daß er lahm blieb und an einer Krücke gehen mußte), auch auf der Violine spielen gelernt und in allen Companien bei seinem Volk einen der wildesten abgab, so machte seine remarkable Veränderung ein besonderes Aufsehen ... Und wie er in seinem Heidenstand ein Ausbund aller Bosheit war, so wurde er hernach ein gesegnetes Werkzeug des Heilands unter seiner Nation. Sein Verstand und Gaben wurden durch die Gnade geheiligt, und er war zum Segen und Erbauung sowohl den braunen als weißen Leuten. Er war ein großer Orator in seiner Sprache. Wenn er predigte, so lebte sein Herz in der Materie von des Heilands Marter und Tod, und hatte großen Eingang bei seinem Volk. Er war über vier Jahre Lehrer in der Indianer-Gemeinde. Anno 1746 aber im August kriegte er die Blattern, und diese war die Gelegenheit, daß ihn der Heiland zu sich heim nahm.“
Als man in den europäischen Brüdergemeinen von seinem Tode erfuhr, machte das einen solchen Eindruck, dass man beschloss, das sogenannte „Erstlingsbild“ malen zu lassen. Der Bruder Johann Valentin Haidt (1700–1780) wurde beauftragt, alle bekehrten Heiden, die bis 1747 verstorben waren, in ihrer natürlichen Hautfarbe und Landestracht darzustellen. Haidt malte die „Erstlinge“ sicherlich anhand von Personenbeschreibungen. Für den Indianer Tschop stand ihm dabei eine prägnante Aussage in dem oben genannten „Entwurf zur Historie“ usw. zur Verfügung. Es heißt darin: „Ein Mann, der nach aller Geständnis, die eine richtige Abbildung von Luther gesehen, wie sein Abdruck war nach Leib und Gemüt.“
Tschop ist unter den Dargestellten derjenige, der mit seiner rechten Hand auf sein Herz weisend zur Linken Jesu kniet.